# Шарбур Віталій Дмитрович
Віталій Дмитрович Шарбур (нар. 27 листопада 1927, Харків, Українська РСР — пом. 28 серпня 2009, Могильов, Білорусь) — радянський білоруський футболіст, тренер та футбольний арбітр українського походження, виступав на позиції воротаря.

## Кар'єра гравця
Футбольну кар'єру розпочав 1943 року в харківському «Локомотиві», однак через початок німецько-радянської війни змушений був призупинити власні виступи. Наступного року був мобілізований до армії, завершив бойовий шлях у Потсдамі. По завершенні війни виступав у футбольній команді дивізії, у складі якої виграв чемпіонат Збройних сил СРСР. У 1947 році разом з військовою частиною був переведений до Бобруйська, а в 1951 році прийняв запрошення ленінградського «Динамо», яке виступало у вищому дивізіоні радянського чемпіонату. Після смертій Йосипа Сталіна клуб було розформовано. Окрім цього, через хворобу дружини змушений був повернутися до Бобруйська та відмовитися від пропозиції клубів з Харкова та Риги. У Бобруйську був призначений граючим тренером «Спартака», а в 1956 році разом з командою завоював срібні нагороди чемпіонату республіки. Потім виступав у мінському «Урожаї», а в 1960 році прийняв пропозицію про роботу в могильовському «Хіміку», в якому й завершив кар'єру гравця.

## Кар'єра тренера
Тренерську діяльність розпочав ще будучи футболістом. Поєднував функції футболіста й тренера в бобруйському «Спартаку» та могильовському «Хіміку». З 1974 по 1976 рік очолював «Дніпро» (Могильов). У перерві між тренерською роботою, в 1968 році, закінчив Вищу школу тренерів у Москві. Також судив футбольні й хокейні матчі.
Помер 28 серпня 2009 на 81-у році життя.

## Досягнення

### Як гравця й тренера
- Чемпіонат Білоруської РСР
  -  Срібний призер (1): 1956

### Відзнаки
- Майстер спорту СРСР
- Заслужений тренер Білоруської РСР
- медаль «За військові заслуги»